# Joaquim Durão
Joaquim Manuel Durão (Lisboa, 25 de outubro de 1930 — Lisboa, 21 de maio de 2015) foi um jogador de xadrez profissional português.

## Carreira
Foi treze vezes campeão nacional e representando-o em dez Olimpíadas de Xadrez, incluindo uma partida com Bobby Fischer. Foi presidente da Federação Portuguesa de Xadrez.